# Mistrzostwa Świata w Snookerze 1970
Mistrzostwa Świata w Snookerze 1970 (ang. 1970 Player's No.6 World Snooker Championship) – najważniejszy turniej snookerowy rozegrany w kwietniu 1970 roku w Victoria Hall w Londynie (Anglia).
Obrońca tytułu, Anglik, John Spencer przegrał w meczu półfinałowym z Walijczykiem Rayem Reardonem 33–37.
W finale turnieju Walijczyk, Ray Reardon w meczu finałowym pokonał Anglika Johna Pulmana 37–33.

## Nagrody
- Zwycięzca: L1 225

## Wydarzenia związane z turniejem
- Po raz drugi i zarazem ostatni Mistrzostwa Świata w Snookerze były sponsorowane przez firmę Player's No.6[2].
- W tegorocznej edycji snookerowych Mistrzostw Świata została rozegrana pierwsza runda, w której swój mecz rozegrał David Taylor, który dzięki zwycięstwu w IBSF World Snooker Championship 1968 uzyskał status zawodowca.
- Zwycięzcą Mistrzostw Świata w Snookerze 1971 został Walijczyk, Ray Reardon w finale turnieju pokonał Anglika Johna Pulmana 37–33.
- Dla Reardona był to pierwszy z sześciu triumfów w snookerowych Mistrzostwach Świata. Reardon był Mistrzem Świata przez zaledwie siedem miesięcy, bowiem kolejna edycja tego turnieju została rozegrana w Australii w listopadzie 1970 roku[3].
- Najwyższy break turnieju to 118 punktów Raya Reardona[4].

## Faza główna turnieju

### Runda 1
Do 11 frame'ów

 David Taylor 11–8 Bernard Bennett 

### Drabinka turniejowa
|  |                               |                               |                               |             |    |                            |                            |                            |  |  |                      |                      |                      |
|  | Quarter-finals Do 31 frame'ów | Quarter-finals Do 31 frame'ów | Quarter-finals Do 31 frame'ów |             |    | Semi-finals Do 37 frame'ów | Semi-finals Do 37 frame'ów | Semi-finals Do 37 frame'ów |  |  | Final Do 37 frame'ów | Final Do 37 frame'ów | Final Do 37 frame'ów |
|  | Quarter-finals Do 31 frame'ów | Quarter-finals Do 31 frame'ów | Quarter-finals Do 31 frame'ów |             |    | Semi-finals Do 37 frame'ów | Semi-finals Do 37 frame'ów | Semi-finals Do 37 frame'ów |  |  | Final Do 37 frame'ów | Final Do 37 frame'ów | Final Do 37 frame'ów |
|  |                               |                               |                               |             |    |                            |                            |                            |  |  |                      |                      |                      |
|  |                               |                               |                               |             |    |                            |                            |                            |  |  |                      |                      |                      |
|  | John Spencer                  | John Spencer                  | 31                            |             |    |                            |                            |                            |  |  |                      |                      |                      |
|  | John Spencer                  | John Spencer                  | 31                            |             |    |                            |                            |                            |  |  |                      |                      |                      |
|  | Jackie Rea                    | Jackie Rea                    | 15                            |             |    |                            |                            |                            |  |  |                      |                      |                      |
|  | Jackie Rea                    | Jackie Rea                    | 15                            |             |    | John Spencer               | John Spencer               | 33                         |  |  |                      |                      |                      |
|  |                               |                               |                               |             |    | John Spencer               | John Spencer               | 33                         |  |  |                      |                      |                      |
|  |                               |                               | Ray Reardon                   | Ray Reardon | 37 |                            |                            |                            |  |  |                      |                      |                      |
|  | Ray Reardon                   | Ray Reardon                   | Ray Reardon                   | Ray Reardon | 37 | 31                         |                            |                            |  |  |                      |                      |                      |
|  | Ray Reardon                   | Ray Reardon                   |                               |             |    |                            |                            |                            |  |  |                      |                      |                      |
|  | Fred Davis                    | Fred Davis                    | 26                            |             |    |                            |                            |                            |  |  |                      |                      |                      |
|  | Fred Davis                    | Fred Davis                    | 26                            |             |    | Ray Reardon                | Ray Reardon                | 37                         |  |  |                      |                      |                      |
|  |                               |                               |                               |             |    |                            | Ray Reardon                | 37                         |  |  |                      |                      |                      |
|  |                               |                               | John Pulman                   | John Pulman | 33 |                            |                            |                            |  |  |                      |                      |                      |
|  | Gary Owen                     | Gary Owen                     | John Pulman                   | John Pulman | 33 | 31                         |                            |                            |  |  |                      |                      |                      |
|  | Gary Owen                     | Gary Owen                     |                               |             |    |                            |                            |                            |  |  |                      |                      |                      |
|  | Rex Williams                  | Rex Williams                  | 11                            |             |    |                            |                            |                            |  |  |                      |                      |                      |
|  | Rex Williams                  | Rex Williams                  | 11                            |             |    | Gary Owen                  | Gary Owen                  | 12                         |  |  |                      |                      |                      |
|  |                               |                               |                               |             |    | Gary Owen                  | Gary Owen                  | 12                         |  |  |                      |                      |                      |
|  |                               |                               | John Pulman                   | John Pulman | 37 |                            |                            |                            |  |  |                      |                      |                      |
|  | John Pulman                   | John Pulman                   | John Pulman                   | John Pulman | 37 | 31                         |                            |                            |  |  |                      |                      |                      |
|  | John Pulman                   | John Pulman                   |                               |             |    |                            |                            |                            |  |  |                      |                      |                      |
|  | David Taylor                  | David Taylor                  | 20                            |             |    |                            |                            |                            |  |  |                      |                      |                      |
|  | David Taylor                  | David Taylor                  | 20                            |             |    |                            |                            |                            |  |  |                      |                      |                      |